# Nicotiana trigonophylla
Nicotiana trigonophylla är en potatisväxtart. Nicotiana trigonophylla ingår i släktet tobak, och familjen potatisväxter. Utöver nominatformen finns också underarten N. t. trigonophylla.